# Aleurodiscus gigasporus
Aleurodiscus gigasporus är en svampart som beskrevs av Ginns & Bandoni 1991. Aleurodiscus gigasporus ingår i släktet Aleurodiscus och familjen Stereaceae.   Inga underarter finns listade i Catalogue of Life.